# Christon
Christon är en ort i civil parish Loxton, i enhetskommunen North Somerset, Storbritannien. Den ligger i grevskapet Somerset och riksdelen England, i den södra delen av landet, 190 km väster om huvudstaden London. Christon ligger 43 meter över havet och antalet invånare är 202. Christon var en civil parish fram till 1933 när blev den en del av Loxton. Civil parish hade 52 invånare år 1931.
Terrängen runt Christon är huvudsakligen platt, men österut är den kuperad. Terrängen runt Christon sluttar västerut. Runt Christon är det ganska tätbefolkat, med 179 invånare per kvadratkilometer. Närmaste större samhälle är Weston-super-Mare, 6,9 km nordväst om Christon. Trakten runt Christon består till största delen av jordbruksmark.